# Orunmila

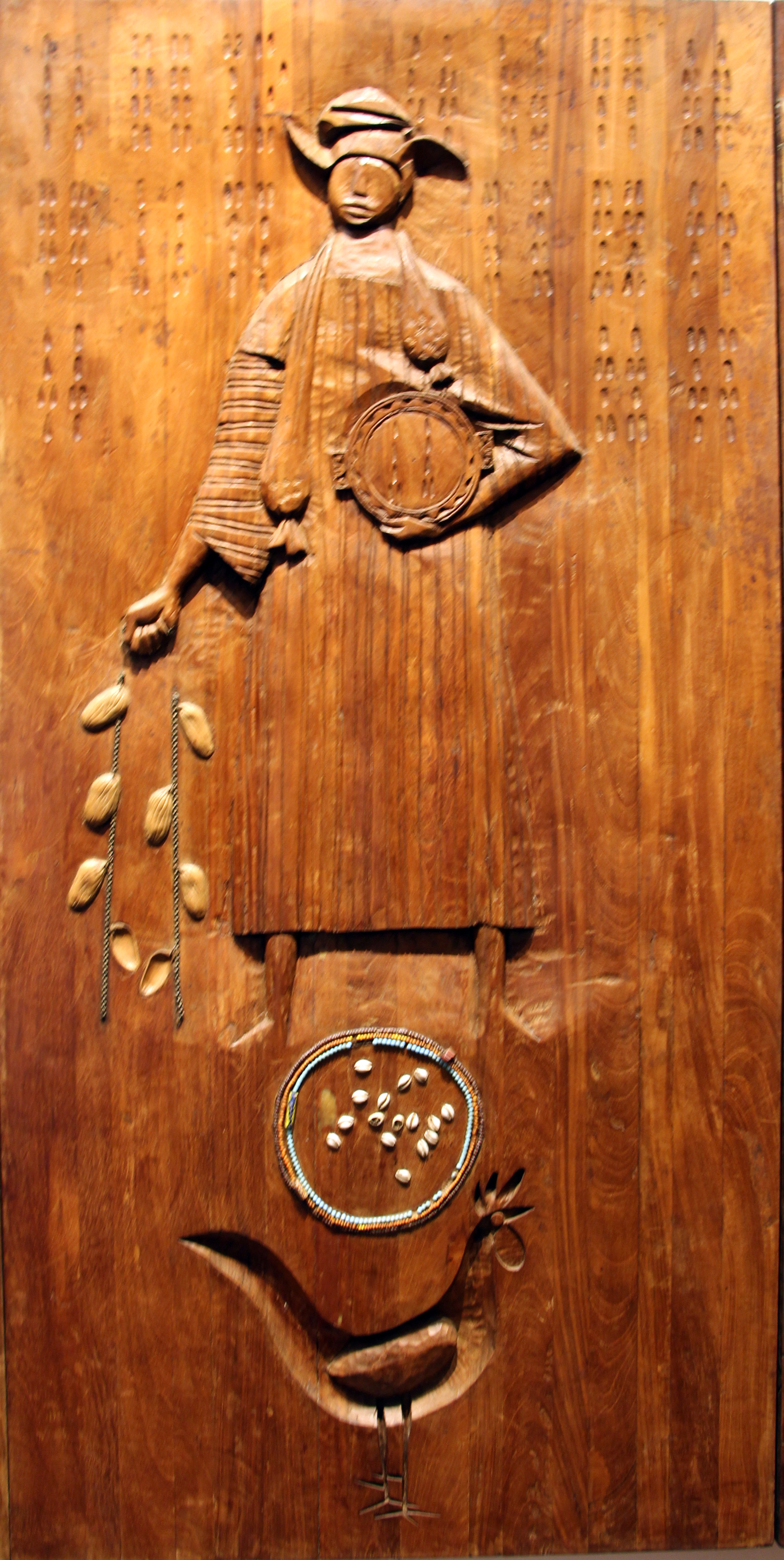
Candomblé en el Museo Afrobrasileño, Salvador.

Orunmila u Orula es una de las deidades principales del panteón de la religión yoruba.

## Orunmila
Orunmila (Ọ̀rúnmìlà u Ọrúnla en yoruba), conocido también como "Orula (en el sincretismo de la santería)", es la divinidad de la adivinación y sabiduría. Es el testigo de Dios (Olodumare) cuando este ideó y construyó el universo. Orunmila conoce, por ende, el destino de todas las cosas y seres vivientes, cómo se originaron, cómo están, y cómo terminarán. Recibiendo o consultando a Orunmila, las personas pueden conocer su destino, tanto en el mundo físico, como el espiritual, saber cuáles son las dificultades que la amenazarán, y cómo librarse de ellas a través de convocar adecuadamente la energía, nuestra cultura de existencia, entre otras cosas más. 
El Sabio Adivino. Representa la sabiduría de la vejez, es el máximo exponente de los preceptos de Ifa. Su principal misión es engendrar el bien en la mayor cantidad de seres humanos a través de Ifa y sus consejos. Orunmila estuvo cuando cada uno de nosotros escogió su destino en la tierra antes de nacer; por lo mismo conoce nuestro presente, pasado y futuro (la Palabra de Orunmila es una extensión de la palabra de Olodumare). Orunmila fue la única deidad que pactó con Ikú (La Muerte) haciendo que esta respetara a sus hijos (Ildé y Collar de Orunmila). 
Orunmila es simbólicamente representado con los coloresen sus collares y manillas en el sincretismo de la santería" y en la cultura de África se utilizan los colores café y verde, estas representan las hojas al nacer y morir.

## Cuerpo literario deIfá
Está formado por símbolos o combinaciones del sistema binario llamados Oddu, que representan en todo el universo en el tablero los 256 signos de Ifa, su contexto, los dieciséis Melli de Ifá y en igual número representan los dieciséis reinados conocidos en el comienzo en la religión, en Ilé Ifé, lugar donde nace la cultura Yoruba. Los oddu tienen un orden jerárquico y un nombre que los distingue los primeros dieciséis o pareados, que combinados entre sí dan lugar a 256 Odu o Principales de Ifá por el cual se conforma el cuerpo literario de Ifá, con refranes y patakky (historias).
Los 16 odu melli (Reyes) u olodus (Apóstoles de Orunmila) son:
1. Baba Ejiogbe Melli.
2. Baba Oyekun Melli.
3. Baba Iwory Melli.
4. Baba Odi Melli.
5. Baba Irosun Melli.
6. Baba Ojuani Melli.
7. Baba Obara Melli.
8. Baba Okana Melli.
9. Baba Ogunda Melli.
10. Baba Osa Melli.
11. Baba Ika Melli.
12. Baba Oturupon Melli.
13. Baba Otura Melli.
14. Baba Irete Melli.
15. Baba Oshe Melli.
16. Baba Ofun Melli.

## El Orisha
Orunmila es un orisha. Con respecto a él se ha creado todo un complejo religioso que lo hace diferente y lo singulariza de los demás orishas. Orunmila y su secreto de Ifa, Orula representa la sabiduría, la inteligencia, la picardía y la astucia que sobreponen al mal. Es el gran benefactor de los hombres y su principal consejero ya que les revela un posible futuro y la forma de influir en el mismo de forma satisfactoria para ellos. Orunmila tiene el secreto de Ifa, el oráculo supremo mediante el cual se comunica con nosotros los seres terrenales.
Orunmila es el orisha sabio, el que puede influir sobre el destino, incluso el más adverso. Tiene bajo su control uno de los cuatro vientos y sus conocimientos médicos son impresionantes. Quien no sigue sus consejos, sea hombre u orisha, puede sufrir las calamidades (osogbu) inducidos por Eshu Elegguá. 
El até (tablero de Ifa), mediante el cual se realizan las adivinaciones, fue propiedad de otro orisha anteriormente, Changó (rey de los orishas) y hermano de Orunmila. Changó se lo proporcionó a Òrúnmìlà  con autorización de Olofi (Dios supremo) y así obtuvo Orunmila el dominio de los secretos de la adivinación.
Orunmila, dentro de la religión yoruba y afrocubana conocida como «diáspora», es el 'Elerin Ikpin Ibikeji Olodumare' (El testigo de la creación y segundo al mando de Olodumare). Ifá plantea que cuando Olodumare creó la existencia del universo Orunmila estaba ahí como testigo de la creación y del destino de todo lo que existiría.

## Familia
Orunmila es hijo de Obatalá y Yemú,(padres ancestrales) y Alayerú y Orokó como padres terrenales. Tuvo hijos con Oshunde —conjunto con Olofí (máxima representación en la diáspora religiosa yoruba asentada en Cuba) y Odúdùwá— forman una trilogía fundamental en la cosmología Yoruba. Le pertenecen todos los días, se venera el 4 de octubre, sus colores son el verde y el amarillo. Los babalawos (sacerdotes de Ifá) son los llamados a invocar a Orunmila a través de suyeres y orikis, a los efectos de realizar la consulta al Oráculo, del cual su máxima exponencia es Ifá.

## Oráculos
Los que predicen y adivinan con Orunmila a través de estos oráculos son llamados Babalao u Oluos. Los Babalawos pueden ser hijos de otros orishas pero pueden convertirse en babalawos con el consentimiento de su Orisha padre y seguir el camino de Ifa, comúnmente esto se conoce cuando se le hace el Itá y se comprueba si el religioso no es médium ni de muertos ni de Orishas (no se monta) debe de ser perfecto en todas su condiciones morales si aprueba todo esto y con la responsabilidad del padrino que esto sea cierto puede llegar a ser Babalawo pero para llegar a ser un verdadero Babalawo debe de estudiar lo suficiente para conocer el cuerpo literario de Ifa. en la actualidad existen libros que con información que prestigiados religiosos han ido recopilando y de cierta forma difundiendo la palabra de ifa, pero en el pasado se basaba únicamente en la experiencia y las enseñanzas del padrino hacia sus ahijados. por lo tanto muchos de los secretos se han quedado perdidos pero Orunmila da a los babalawos el aché (àṣẹ en yoruba) o bendición para que sus ebbó tengan el efecto necesario para salvar a todo aquel que pida la ayuda y protección de los orishas.
Los atributos que utilizan los babalawos son el Tablero de Ifá (até, simboliza el mundo), Opele, dos manos de ikines (semilla, nuez de kola), dos oráculos, una pesa y su balanza, un iddé (manilla o pulso de cuentas amarillas y verdes alternos, un cuje de álamo, un irofá (o tarro de venado), con el que se golpea en distintas ceremonias, un iruke (o escobilla de crin de caballo), que se utiliza para limpiar las malas influencias.

## Ofrendas y bailes
Las ofrendas a Òrúnmìlà incluyen chiva, pargo, gallina negra, paloma y venado, aunque en otras ceremonias puede serle ofrendado otro tipo de animales, que incluyen ceremoniales propios de tal hecho. Orunmila no tiene un baile específico, puesto que no se personifica o se sube, pero se ejecutan danzas en su honor, aunque sin ninguna característica especial. Se le toca en el lugar después de Oshún y comprende tres toques.

## Patakí de Orunmila
Al saber que Oggún había querido fornicar con su propia madre, Obatalá ordenó matar a todos sus hijos varones. Cuando nació Changó, Eleguá se lo llevó escondido a Dadá, para que lo criara. Poco después nació Orula y para salvarlo, Elegba lo enterró al pie de la Ceiba y le llevaba comida todos los días. Un día Obatalá enfermó; Elegba buscó corriendo a Changó para que lo curara. Cuando el gran curandero resolvió el problema de su padre, Elegba aprovechó la ocasión para pedir a Obatalá el perdón de Orula. El perdón fue concedido y entonces Changó lleno de alegría, cortó la ceiba, labró un tablero espléndido y le dio a su hermano, Orula el secreto de la adivinación. Es por eso que Orula dice: «maferefum Eleguá, maferefum Changó». Por esto el «ékuele» de Orula lleva un fragmento del collar de Changó. Desde entonces, Orula es el dueño del tablero, el adivinador del futuro, y el consejero de los hombres, y es el intérprete del oráculo de Ifá.
- Atributos: Irofa, Iruke, Ékuele con el cual el babalawo cunsulta y Tablero de Orula, que representa el mundo, y con el que se realizan determinadas ceremonias de Ifá.
- Bailes: No tiene baile específico, puesto que no se sube, pero se ejecutan danzas en su honor, aunque sin ninguna característica especial.
- Sincretismo: San Francisco de Asís, San José de la Montaña (en La Habana y en Santiago de Cuba)[2]

Orula se sincretiza con San Francisco de Asís (1181-1226). Francisco fue un italiano de padres mercaderes que durante su juventud se involucró en el comercio y en el ejercicio de las armas. Una aparición de Jesucristo le hizo abrazar la vida religiosa. Desde entonces se propuso imitar la vida de pobreza y trabajos del fundador de su fe. Quizás sea Francisco, quien mejor encarne el modelo de la caridad cristiana, del perfecto amor al prójimo y a toda la naturaleza por ser obra del Creador.
Probablemente haya sido ese singular amor por los hombres, la clave de su asociación con Orula, pues fue este el primer orisha adivino, el que le proporcionó a los hombres el más importante de los dones: la posibilidad de conocer el futuro, y prevenir el mal que los acecha. Por otra parte, ambas personalidades religiosas sufrieron innumerables penalidades y fatigas. Su fecha se celebra el 4 de octubre.

### El Trabajo en el Cielo (PatakíBaba Iwory Melli)
Estando en el cielo Iwory era el olodu (apóstol) más antiguo de Orunmila. Él era muy eficiente en el arte y las prácticas de Ifa. Crio a varios sacerdotes celestiales y también tuvo muchos subtítulos trabajando para sí. Sin embargo, era muy engreído; lo cual explica porque en algún momento perdió su antigüedad ante Ejiogbe y Òyèkú Méjì, quienes eran por otro lado mucho más jóvenes que él en el cielo. Hizo muchos trabajos en el cielo aunque estos no están presentes en los cuentos ya que no le permitió a sus seguidores en el cielo que vinieran a la tierra, los cuales hubieran revelado sus trabajos celestiales aquí en la tierra. Sin embargo, algunos de sus trabajos celestiales han sido contados por aquellos que se han beneficiado de los mismos. 
El título de Eji-koko wòrì en el cielo era kpau yakata, quien hizo adivinación para el Sol, la Luna y la Oscuridad cuando ellos partieron hacia el mundo.
Él le aconsejó a los tres hermanos que hicieran sacrificio de la manera siguiente: 
El Sol (Ojo) debía hacer sacrificio con un montón de escobas, tela blanca, gallo blanco y una gallina blanca.
La Luna (Oshupa) debía hacer sacrificio con tela roja, un gallo carmelita y una gallina carmelita. 
La Oscuridad (Okuku) debía hacer sacrificio con tela negra, un gallo negro y una gallina negra. 
Él les aconsejó que hicieran sacrificio de manera que la gente del mundo pudiera honrarlos y respetarlos, pero más especialmente para que la gente no los pudiera mirar a la cara desdeñosamente. Lo más importante era que el sacrificio estaba destinado a darle poder y energía lo que los haría indispensables donde quiera que fueran. La luna dijo que él era demasiado popular como para preocuparse por sacrificio alguno. La oscuridad dijo que ya él estaba dotado con los rasgos adecuados para exigir respeto y miedo donde fuere. También rehusó a hacer sacrificio alguno. El sol fue el único que hizo sacrificio. Sin embargo, ya anteriormente la Luna, Oshupa, había hecho sacrificio por amor que es la razón por la cual la gente se alegra cuando ve la luna nueva. 
Después de haber hecho el sacrificio al sol se le dio el montón de escobas con el cual hizo sacrificio para que lo tuviera siempre en su mano con el consejo de que debía apuntar a la cara de cualquiera que osara mirarlo de frente. Esos son los rayos del sol que deslumbran los ojos a cualquiera que trate de mirarlo directamente. Sin embargo, la energía que genera es la promotora de la vida en nuestro planeta al igual que cumple su propósito en el resto del sistema planetario. 
A nadie le interesa mucho la oscuridad y a esta, no se le utiliza para ningún propósito tangible debido a que no hizo sacrificio. Por esta misma razón, a la luna solo se le admira pero ni se le teme como al sol ni se le utiliza con fines productivos..

## Libros
- Charles Spencer King traducido por Gabriel Ernesto Arévalo Luna, IFA Y Los

```
ISBN 1-46102-898-1
```